# 热改正
在天文学中，热改正是对天体绝对星等的改正值，以将天体的绝对目视星等转换为热星等（又称全波段星等）。对于大部分辐射出射落在可见光范围之外的恒星，热改正的值将偏大。热改正的统一尺度尚未标准化。

## 描述
热改正的数学表达式为：
{\displaystyle BC=M_{bol}-M_{v}\!\,}
下表列出对具有不同光谱类型和分类的一系列恒星的热改正：   
| 光谱型 | 主序星 | 巨星  | 超巨星 |
| ------ | ------ | ----- | ------ |
| O3     | -4.3   | -4.2  | -4.0   |
| G0     | -0.10  | -0.13 | -0.1   |
| G5     | -0.14  | -0.34 | -0.20  |
| 00     | -0.24  | -0.42 | -0.38  |
| K5     | -0.66  | -1.19 | -1.00  |
| M0     | -1.21  | -1.28 | -1.3   |

对于早型星和晚型星，热改正都为偏大的负数。前者是因为早型星表面温度较高，辐射出射的很大一部分是在紫外波段的；后者则是因为晚型星表面温度较低，辐射出射很大一部分在红外波段。对于像我们的太阳这样的恒星，热改正是微不足道的，因为太阳的辐射出射集中在可见光波段。热改正是对天体的绝对星等进行的校正，以将天体的绝对目视星等转换为其热星等。
类似的，热改正可以用于可见光波段之外的其他电磁波段改正为热星等。例如，对于某些领域内常见的辐射出射集中在红外波段范围内的、表面温度较低的恒星，热改正有时采用一套不同的值以改正红外波段的绝对星等，而非绝对目视星等。
在数学上，这样的改正值可以表示为：
{\displaystyle BC_{K}=M_{bol}-M_{k}\!\,}
其中M K是K波段的绝对星等， BC K是K波段的热改正值。 